# Giovanna de Castro

Stemma Casa di Castro

Giovanna Perez, detta La non amata (La desamada). Juana in spagnolo e asturiano, Joana in galiziano, in portoghese, in catalano e in basco e Chuana in aragonese, Joan in inglese, Johanna in tedesco e in fiammingo, Jeanne in francese, (1340 circa – Galizia, 21 agosto 1374), nobile galiziana, che fu regina consorte di Castiglia, avendo sposato, in stato di bigamia, il re di Castiglia, Pietro.

## Origine[3]
Era figlia secondogenita (prima femmina) di Pedro Fernández de Castro (? – 1342), signore di Monforte de Lemos e Sarria, nipote, da parte di madre, del re di Castiglia, Sancho IV e membro di una delle famiglie più antiche e illustri della Galizia, e della seconda moglie Isabella Pérez Ponce de León, figlia di Pietro Ponce de León Signore di Cangas e Tineo e della seconda moglie Sancha Gil de Bragança. Il padre di Giovanna dal 27 maggio 1332 al 4 aprile 1342 fu Maggiordomo maggiore di Alfonso XI di Castiglia "Il Giusto (el Justo)" e subito dopo morì in una battaglia vicino ad Algeciras, nel giugno 1342. Inoltre Giovanna era la sorellastra della regina consorte del Portogallo, Inés de Castro.

## Biografia
Giovanna, ancor molto giovane, fu data in moglie a Diego de Haro, che dopo poco morì, lasciandola vedova.
Nel 1354, da poco vedova Giovanna fu convinta dal re di Castiglia, Pietro, figlio del re di Castiglia e León, Alfonso XI il Giustiziere e di Maria di Portogallo, a sposarlo pur essendo già sposato con la nipote del re di Francia, Bianca di Borbone; infatti, grazie all'appoggio dei vescovi d'Avila e di Salamanca, Pietro I, aveva proclamato che il matrimonio con Bianca era nullo.
Il matrimonio tra Pietro I e Giovanna fu celebrato pubblicamente, a Cuéllar, nell'aprile 1354.
Sembra che anche Giovanna, come era già successo alla prima moglie Bianca, fosse abbandonata da Pietro, dopo solo pochi giorni (che comunque portò alla nascita di un figlio, nel 1355).
La causa della separazione fu molto probabilmente l'intervento di papa Innocenzo VI, che non riconobbe l'annullamento del matrimonio con Bianca e aveva minacciato di scomunica Pietro, se non avesse ripreso con sé la prima moglie, Bianca. Comunque Pietro, lasciandola la rese signora di Dueñas, e Giovanna, benché moglie bigama, si fece sempre chiamare regina.
Giovanna passò il resto dei suoi giorni tra la sua signoria di Dueñas e le proprietà della sua famiglia in Galizia, dove morì, nel 1374.
Giovanna fu inumata a Santiago di Compostella nella Cattedrale.

## Figli[6][7][8][9]
Giovanna al primo marito Diego de Haro, non diede alcun figlio.
Giovanna a Pietro I diede un figlio:
- Giovanni (1355 - 1405), anche se il padre lo aveva dichiarato suo erede, dopo la morte del fratellastro, Alfonso (1359 - 19 ottobre 1362), fu escluso dalla successione in quanto considerato illegittimo; sposò Elvira de Eril, che gli diede due figli:
  - Pietro (?-1471), vescovo di Osma e Palencia, che da tre diverse amanti ebbe una folta discendenza
  - Costanza (?-1478), suora a Toledo.